# 1818 en littérature
| Années de la littérature : 1815 - 1816 - 1817 - 1818 - 1819 - 1820 - 1821    |
| Décennies de la littérature : 1780 - 1790 - 1800 - 1810 - 1820 - 1830 - 1840 |

Cet article présente les faits marquants de l'année 1818 en littérature.

## Presse
- Parution des premières Annales de la Patrie, revue littéraire russe (1818-1884).

## Parutions

### Essais
- Étienne Geoffroy Saint-Hilaire : Philosophie anatomique (1818-1822).
- Arthur Schopenhauer : Le Monde comme volonté et comme représentation

### Poésie
1. Lord Byron écrit à Venise Beppo, conte vénitien, les deux premiers chants de Don Juan (1818-1819) et le quatrième et dernier chant de Childe Harold (1818).
2. Élégies et Romances de Marceline Desbordes-Valmore.
3. John Keats (anglais) : Endymion.
4. Percy Bysshe Shelley : La Révolte de l’islam.

### Théâtre
1. Émile Deschamps : Selmours de Florian, comédie.

### Romans

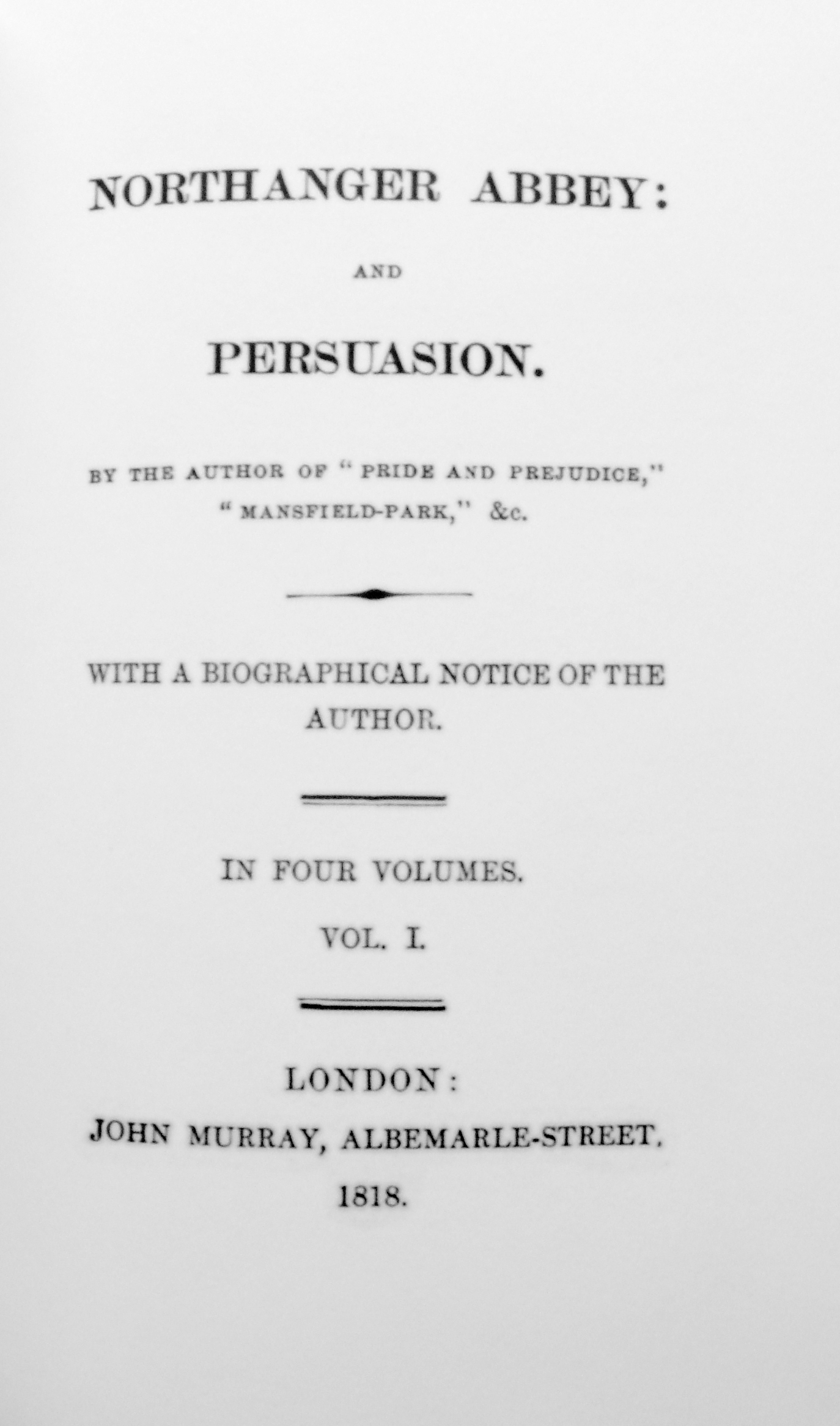
Northanger Abbey et Persuasion

1. Jane Austen (publication posthume) : Persuasion.
2. Casimir Delavigne : Messéniennes, succès qui exalte les morts de Bataille de Waterloo et dénonce les conditions de l’occupation de 1815.
3. Frères Grimm : Légendes allemandes.
4. Victor Hugo : Bug-Jargal
5. Charles Nodier : Jean Sbogar, récit fantastique.
6. Mary Shelley (anglaise) : Frankenstein ou le Prométhée moderne (1er janvier), roman gothique et philosophique.
7. Walter Scott (écossais) : Heart of Midlothian (Le Cœur du Midlothian).

## Principales naissances
- 30 juillet : Emily Brontë, poète et romancière anglaise († 19 décembre 1848).
- 22 octobre : Leconte de Lisle, poète français († 17 juillet 1894).
- 9 novembre : Ivan Tourgueniev, écrivain russe († 3 septembre 1883)..

## Principaux décès
- 11 janvier : Johann David Wyss, auteur suisse (° 4 mars 1743).
- 14 mai : Matthew Gregory Lewis, romancier et dramaturge anglais (° 9 juillet 1775).
- 22 octobre : Joachim Heinrich Campe, écrivain, linguiste et pédagogue allemand (° 29 juin 1746).